# Xuehua
Xuehua (kinesiska: 雪华) är en socken i östra Kina. Den ligger i Bengshan i staden Bengbu i provinsen Anhui, omkring 120 kilometer norr om provinshuvudstaden Hefei. Antalet invånare är 22421. Befolkningen består av 10 916 kvinnor och 11 505 män. Barn under 15 år utgör 18,0 %, vuxna 15-64 år 74 %, och äldre över 65 år 7,0 %.